# Terra Samba
Terra Samba è un gruppo musicale brasiliano di samba, pagode, samba-reggae e axé fondato nel 1991.

## Storia
Nel 1991, Edson e Mario, componenti principali del gruppo, facevano parte di un altro gruppo, i Gera Samba, e parallelamente crearono la denominazione Terra Samba per designare il ritorno della ‘Samba de roda’ nella musicalità Bahiana, con molte percussioni. In seguito Edson contribuirà anche nel suono del Gruppo Timbalada. Intanto, dal 1994 il gruppo partì per nuove terre.
Il gruppo Terra Samba iniziò con successo un miscuglio di 'Samba de Roda' con una forte presenza dello stile Pagode e musica africana, oltre ad aver prodotto alcuni hit di musica "Axé".
Questa mescolanza si riflesse nella mania nazionale brasiliana, con musiche come Carinho de mão e la famosa “Liberal Geral” del 1998. Con il lancio del CD dal vivo dello stesso anno, il gruppo Terra Samba inizio ad avere un proprio stile e questa forma si sviluppò un Samba diversificato con fusioni con la musica africana o latina, a volte rappresentando melodie di Reggae o Calypso caraibico.
Il gruppo, mantiene il suo stile fino a oggi, incorporando, nel corso del tempo, un nuovo Samba ‘brasileiro’, Samba-Reggae, simile a quella del gruppo Olodum.
Nelle ultime edizioni, Terra Samba sviluppò anche un po' di "Axè Music" del Carnevale di Salvador. 
Questo gruppo continua il suo successo con show in tutto il Brasile e in tutto il mondo, compreso in Italia al Latinoamericando Expo con diverse partecipazioni.

## Discografia
- 1995 - Terra Samba Faz Bem
- 1996 - Deus é Brasileiro
- 1997 - Liberar Geral
- 1998 - Ao Vivo e a Cores
- 1999 - Auê do Terra
- 2000 - Sinal Verde
- 2001 - Ao Vivo e a Cores II
- 2002 - Xi do Terra Samba
- 2003 - Show do Terra
- 2004 - È só Alegria
- 2005 - Terra Mix
- 2006 - Dendê